# Rajdowe Mistrzostwa Świata 1972
Międzynarodowe Mistrzostwa Producentów 1972 (International Championship for Manufacturers 1972, Skr. IMC 1972)), były trzecim sezonem rozgrywania mistrzostw producentów, organizowanym przez FISA. Sezon składał się z dziewięciu rajdów rozgrywanych na trzech kontynentach. Mistrzem został włoski producent Lancia.

## Kalendarz
| Runda | Data                | Rajd                         | Nawierzchnia | Zwycięzca             | Samochód                   |
| ----- | ------------------- | ---------------------------- | ------------ | --------------------- | -------------------------- |
| 1     | 21–28 stycznia      | 42. Rajd Monte Carlo         | Mieszana     | Sandro Munari         | Lancia Fulvia 1.6 Coupé HF |
| 2     | 17–20 lutego        | 23. Rajd Szwecji             | Śnieg        | Stig Blomqvist        | Saab 96 V4                 |
| 3     | 30 marca–3 kwietnia | 20. Rajd Safari              | Szuter       | Hannu Mikkola         | Ford Escort RS1600         |
| 4     | 27–30 kwietnia      | 15. Rajd Maroka              | Mieszana     | Simo Lampinen         | Lancia Fulvia 1.6 Coupé HF |
| 5     | 25–28 maja          | 20. Rajd Akropolu            | Mieszana     | Håkan Lindberg        | Fiat 124 Sport Spider      |
| 6     | 6–8 września        | 43. Rajd Austrii             | Szuter       | Håkan Lindberg        | Fiat 124 Spider            |
| 7     | 22–25 października  | Rajd San Remo                | Mieszana     | Amilcare Ballestrieri | Lancia Fulvia 1.6 Coupé HF |
| 8     | 2–4 listopada       | 24. Rajd Press-on-Regardless | Szuter       | Gene Henderson        | Jeep Wagoneer              |
| 9     | 2–5 grudnia         | 28. Rajd RAC                 | Szuter       | Roger Clark           | Ford Escort RS1600         |

## Wyniki
| Msc | Producent      | MON | SWE | KEN | MAR | GRC | AUT | ITA | USA | GBR | Pkt |
| --- | -------------- | --- | --- | --- | --- | --- | --- | --- | --- | --- | --- |
| 1   | Lancia         | 20  | 12  | –   | 20  | 15  | –   | 20  | –   | 10  | 97  |
| 2   | Fiat           | 3   | –   | –   | –   | 20  | 20  | 12  | –   | –   | 55  |
| 3   | Porsche        | 15  | 15  | 15  | –   | –   | 8   | –   | –   | –   | 53  |
| 4   | Ford           | 8   | –   | 20  | –   | –   | –   | –   | –   | 20  | 48  |
| 5   | Saab           | –   | 20  | –   | –   | –   | 12  | –   | –   | 15  | 47  |
| 6   | Datsun         | 12  | –   | 8   | –   | 6   | –   | –   | 15  | –   | 41  |
| 7   | Opel           | 2   | 10  | –   | –   | 2   | 6   | 1   | –   | 12  | 33  |
| 8   | BMW            | –   | 6   | –   | –   | 12  | 4   | –   | –   | –   | 22  |
| 9   | Jeep           | –   | –   | –   | –   | –   | –   | –   | 20  | –   | 20  |
| 10  | Citroën        | –   | –   | –   | 15  | –   | –   | –   | –   | –   | 15  |
| 10  | Volkswagen     | –   | –   | –   | –   | –   | 15  | –   | –   | –   | 15  |
| 12  | Peugeot        | –   | –   | 4   | 8   | –   | –   | –   | –   | –   | 12  |
| 13  | Volvo          | –   | –   | –   | –   | –   | –   | –   | 10  | 1   | 11  |
| 14  | Renault        | –   | –   | –   | 10  | –   | –   | –   | –   | –   | 10  |
| 15  | Dodge          | –   | –   | –   | –   | –   | –   | –   | 8   | –   | 8   |
| 16  | Toyota         | –   | –   | –   | –   | –   | –   | –   | 6   | 2   | 8   |
| 17  | Alpine-Renault | 4   | –   | –   | –   | 3   | –   | –   | –   | –   | 7   |
| 18  | Alfa Romeo     | –   | –   | –   | –   | –   | 3   | –   | –   | –   | 3   |